# بردار تنظیم مجدد
در رایانش، بردار تنظیم مجدد(reset vector) یک موقعیت پیش فرضی است که واحد پردازش مرکزی برای پیدا کردن اولین دستور عمل به آنجا می‌رود و بعد از تنظیم مجدد (reset) اجرا می‌کند. بردار تنظیم مجدد یک اشاره گر یا آدرس است، که CPU باید همیشه به محض اینکه بتواند دستوری انجام دهد عملیات را شروع کند. آدرس در بخشی از حافظه غیر فرار مقدار دهی شده‌است تا عملیات CPU را شروع کند ٫ به عنوان اولین قدم از راه اندازی سیستم شامل CPU.

## پردازنده‌ها
- بردار تنظیم مجدد برای پردازنده ۸۰۸۶ در آدرس فیزیکی FFFF0h (۱۶ بایت کمتر از ۱ MB) است. مقدار ثبّات CS در تنظیم مجدد برابر با FFFFh است و مقدار ثبّات IP در تنظیم مجدد برابر با 0000h است تا آدرس بخش‌بندی شدهٔ FFFFh:0000h را تشکیل دهند، که به آدرس فیزیکی FFFF0h نگاشته می‌شود.[۱]
- بردار تنظیم مجدد برای پردازنده ۸۰۲۸۶ در آدرس فیزیکی FFFFF0h(۱۶ بایت کمتر از ۱۶ MB). مقدار ثبّات CS در تنظیم مجدد برابر باا F000h است با پایهٔ توصیفگر تنظیم شده بر روی FF0000h و مقدار ثبّات IP در تنظیم مجدد برابر با FFF0h تا آدرس بخش‌بندی شدهٔ FF000h:FFF0h را تشکیل دهند، که به آدرس فیزیکی FFFFF0h در حالت واقعی تصویر و نوشته می‌شود. این تغییر ایجاد شد تا فضای کافی برای تعویض حالت به حالت محافظت شده بدون تغییر ثبّات CSفراهم سازد.
- بردار تنظیم مجدد برای پردازنده‌های ۸۰۳۸۶ و جدید تر x86 ٬در آدرس فیزیکی FFFFFFF0h (۱۶ بایت کمتر از ۴ GB). ارزش بخش سلکتور یا گزینشگرِ ثبّات CS برابر با F000h است ٫ارزش بخش بیس یا پایهٔ ثبّات CS برابر با FFFF0000h و ارزش ثبّات IP در تنظیم مجدد برابر با FFF0h است. تا آدرس بخش‌بندی شدهٔ FFFF0000h:FFF0h را تشکیل دهند. که به آدرس فیزیکی FFFFFFF0h در حالت واقعی نگاشته می‌شود.
- بردار تنظیم مجدد برای پردازنده‌های پاور پی سی/پاور آی اس ای یک آدرس قابل اجرا در 0x00000100 برای پردازنده‌های ۳۲ بیتی و 0x0000000000000100 برای پردازنده‌های ۶۴ بیتی است.
- بردار تنظیم مجدد برای پردازنده موتورولا ۶۸۰۰۰ یک 0x0 است برای ثبات وقفه ای پشته ای اولیه (Initial Interrupt Stack Register)(ثوپو -IISR- در اصل یک بردار تنظیم مجدد نیست و برای مقدار دهی اولیه اشاره گر پشته بعد از تنظیم مجدد استفاده می‌شود) و 0x4 برای آغاز کردن شمارنده برنامه یا program counter است (ریست کردن ثبّات).
- بردار تنظیم مجدد برای پردازنده‌های اسپارک نسل ۸ در آدرس 0x00 وجود دارد. و پردازنده‌های اسپارک نسل ۹ در آدرس 0x20 برای روشن کردن مجدد(power-on reset)٫ 0x40 برای تنظیم مجدد واچ داگ(watchdog reset)٫ 0x60 برای تنظیم مجدد خارجی(externally initiated reset) و 0x80 برای تنظیم مجدد درون برنامه ای (software-initiated reset).
- بردار تنظیم مجدد برای پردازنده‌های میپس در آدرس مجازی 0xBFC00000 بارگذاری شده‌است که در ۴ مگابایت حافظه غیر پنهان (non-cacheable)آخر KSEG1 واقع شده‌است. مغزه (core) موقع تنظیم مجدد یا وقتی استثنایی تشخیص داده می‌شود٫ وارد حالت هسته(kernel mode) می‌شود٫ از این رو قادر است از آدرس مجازی به آدرس فیزیکی برود.
- بردار تنظیم مجدد برای پردازنده‌های خانواده آرم در آدرس 0x0 یا 0xFFFF0000 واقع است. در حین عملیات معمولی رم (RAM)به این موقعیت برای بهتر شدن عمکرد٫ دوباره نگاشت می‌شود. تا با جدول برداری اصلی رام پایه(ROM-based) مقایسه شود.